# Gösta Björling
Karl Gustaf (Gösta) Björling, född 21 september 1912 i Stora Tuna i Dalarna, död 9 oktober 1957 i Stockholm, var en svensk operasångare (tenor). Han var son till David Björling samt bror till Jussi och Olle Björling. De tre bröderna skolades först i sång av sin far, sångaren David Björling, och turnerade under namnet Björlingkvartetten i Nordamerika och Norden. Senare en kort tid även tillsammans med lillebror Karl Björling.
Björling studerade sång i Stockholm och i Italien. Han scendebuterade 1937 på Stora Teatern i Göteborg. Han engagerades som lyrisk komisk tenor på Kungliga Teatern 1940 och stannade där till sin död. Några av de roller han tolkade var bland annat Loge och Mime i Nibelungens ring och Pedrillo i Enleveringen ur seraljen. Han filmdebuterade 1943 i Weyler Hildebrands Hans Majestäts rival. Björling är begravd på Stora Tuna kyrkogård.

## Diskografi
- Gösta Björling, (CD) Inspelad 1934-1957 & 2012, KB Eklund Musica Verba, OAK GROVE CD 2029, (2012)

## Filmografi
- 1943 – Hans Majestäts rival
- 1952 – Eldfågeln

## Teater

### Roller (ej komplett)
| År   | Roll | Produktion                                                 | Regi         | Teater                  |
| ---- | ---- | ---------------------------------------------------------- | ------------ | ----------------------- |
| 1938 | Erik | Värmlänningarna Fredrik August Dahlgren och Andreas Randel | Ernst Eklund | Skansens friluftsteater |